# Dipartimento di Akoupé
Il dipartimento di Akoupé è un dipartimento della Costa d'Avorio situato nella regione di La Mé, distretto di Lagunes.
La popolazione censita nel 2014 era pari a 119.028 abitanti. 
Il dipartimento è suddiviso nelle sottoprefetture di Afféry, Akoupé e Bécouéfin.